# Леука (Лече)
Леука (итал. Leuca) је насеље у Италији у округу Лече, региону Апулија.
Према процени из 2011. у насељу је живело 1263 становника. Насеље се налази на надморској висини од 22 м.